# Phú Nghĩa, Hà Nội
Phú Nghĩa là một xã ngoại thành nằm ở phía Tây thành phố Hà Nội, Việt Nam.

## Vị trí địa lý
Xã Phú Nghĩa có vị trí địa lý:
- Phía Bắc giáp xã Kiều Phú, xã Hưng Đạo và xã Phú Cát
- Phía Tây giáp xã Xuân Mai
- Phía Nam giáp xã Trần Phú và xã Quảng Bị
- Phía Đông giáp phường Chương Mỹ

## Lịch sử
Ngày 16 tháng 6 năm 2025, Ủy ban Thường vụ Quốc hội ban hành Nghị quyết số 1656/NQ-UBTVQH15 trong đó về việc sắp xếp toàn bộ diện tích tự nhiên, quy mô dân số của các xã Đông Phương Yên, Đông Sơn, Phú Nghĩa, Thanh Bình, Trung Hòa, Trường Yên (huyện Chương Mỹ cũ) thành xã mới có tên gọi là xã Phú Nghĩa.